# Seznam diplomatskih predstavništev v Bolgariji
Seznam veleposlaništev v Bolgariji. V glavnem mestu Bolgarije, Sofiji, je trenutno 70 veleposlaništev.
Seznam ne navaja častnih konzulatov.

## Veleposlaništva
Sofija
| - Afganistan - Albanija - Alžirija - Argentina - Armenija - Avstrija - Azerbajdžan - Belorusija - Belgija - Bosna in Hercegovina - Brazilija - Kambodža - Ljudska republika Kitajska - Hrvaška - Kuba - Ciper - Češka - Danska - Egipt - Finska - Francija - Gruzija - Nemčija - Grčija | - Holy See - Madžarska - Indija - Indonezija - Iran - Irak - Irska - Izrael - Italija - Japonska - Kazahstan - Kosovo[a] - Kuvajt - Libanon - Libija - Moldavija - Mongolija - Montenegro - Maroko - Nizozemska - Severna Koreja - Severna Makedonija - Pakistan - Palestina | - Poljska - Portugalska - Katar - Romunija - Rusija - Saudova Arabija - Srbija - Slovaška - Slovenija - Južna Afrika - Južna Koreja - Malteški viteški red - Španija - Švica - Sirija - Turčija - Ukrajina - Združeni arabski emirati - Združeno kraljestvo - ZDA - Vietnam - Jemen |

### Ostalo
- Evropska unija (delegacija)
- Nigerija (urad)
- Oman (predstavniška pisarna)

## Konzulati

### Generalni konzulati
Burgas
- Turčija

Plovdiv
- Grčija
- Turčija

Ruse
- Rusija

Varna
- Rusija
- Ukrajina

## Akreditirana veleposlaništva
Bukarešta:
- Kanada
- Čile
- Estonija
- Jordanija
- Litva
- Malaysia
- Nigerija
- Norveška
- Tajska
- Urugvaj
- Venezuela

Moskva:
- Burundi
- Kamerun
- Čad
- Eritreja
- Gvineja Bissau
- Madagascar
- Mozambik
- Nepal
- Sierra Leone
- Somalia
- Tajikistan
- Turkmenistan

Berlin:
- Bahrajn
- Kenija
- Mavretanija
- Niger
- Tanzanija
- Uganda

Dunaj:
- Dominikanska republika
- Laos
- Oman
- Namibija

Rim:
- Burkina Faso
- Côte d'Ivoire
- Lesoto
- Nikaragva
- Paragvaj

Bograd:
- Angola
- Gvineja
- Mjanmar
- Tunizija

Budimpešta:
- Ekvador
- Mehika
- Filipini

Varšava:
- Kolumbija
- Latvija
- Šrilanka

Atene:
- Avstralija
- Panama
- Peru

Bruselj:
- Srednjeafriška republika
- Nova Zelandija
- Sejšeli

Ženeva:
- Benin
- Etiopija

Ankara:
- Bangladeš
- Gana
- Uzbekistan

Druga mesta:
- Andora (Andorra la Vella)
- Demokratična republika Kongo (Praga)
- Gvatemala (Tel Aviv)
- Islandija (Kopenhagen)
- Malta (Valletta)
- Ruanda (Haag)
- San Marino (San Marino)
- Švedska (Stockholm)
- Esvatini (London)
- Zambija (Pariz)

## Nekdanja veleposlaništva
- Kanada
- Estonija
- Litva
- Mehika
- Norveška
- Sudan
- Švedska
- Venezuela